# Montreuil-sur-Brêche
Montreuil-sur-Brêche is een gemeente in het Franse departement Oise (regio Hauts-de-France) en telt 440 inwoners (1999). De plaats maakt deel uit van het arrondissement Clermont.

## Geografie
De oppervlakte van Montreuil-sur-Brêche bedraagt 10,6 km², de bevolkingsdichtheid is 41,5 inwoners per km².
De onderstaande kaart toont de ligging van Montreuil-sur-Brêche met de belangrijkste infrastructuur en aangrenzende gemeenten.

## Demografie
Onderstaande figuur toont het verloop van het inwonertal (bron: INSEE-tellingen).